# Potée berrichonne
La potée berrichonne est un mets traditionnel de la cuisine familiale du Berry. Cette spécialité culinaire à base de charcuterie se concocte soit avec des haricots rouges et du vin rouge, soit avec des lentilles et du vin blanc.
Cet article court présente un sujet plus développé dans : Potée.

## Ingrédients
La première potée nécessite haricots rouges, vin rouge, oignons, saucisses ou saucisson à cuire. Sa variante aux lentilles se sert de vin blanc, carottes, oignon, gousse d'ail, poitrine fumée, saucisses ou saucisson à cuire.

## Accord mets/vin
D'une façon classique, on sert à table le vin rouge ou le vin blanc qui a été utilisé pour la cuisson. Ces deux mets cousins se marieront avec des vins du terroir dont le reuilly ou le quincy.